# Kansas City Brass
El Kansas City Brass fue un equipo de fútbol de los Estados Unidos que alguna vez estuvo en la USL Premier Development League, la cuarta liga de fútbol más importante del país.

## Historia
Fue fundado en 1997 en la ciudad de Kansas City, Misuri y eran propiedad de la corporación  Kansas City United Soccer, Inc., sin fines de lucro que ayudaba a estudiantes de último año de las universidades de la región e introducirlos a los más altos niveles de exigencia para el fútbol en Estados Unidos.
Su primera temporada fue la mejor de su historia, ya que quedaron en segundo lugar de su división y clasificaron por primera vez a los playoffs, así como a la US Open Cup mientras formaban parte de la USISL PDSL. Lo malo para el club fue el nacimiento de la USL Premier Development League en 1998, ya que desde su incursión a la liga no volvieron a clasificar a los playoffs, y clasificaron a la US Open Cup en 2007, que al igual que su primera aparición, fue eliminado en la primera ronda. Esto se mantuvo hasta la temporada 2013, cuando el club oficialmente desapareció.
En el año 2007 el club fue inducido al Salón de la Fama de la USL.

## Temporadas
| Año  | División | Liga       | Temporada Regular  | Playoffs         | US Open Cup  |
| ---- | -------- | ---------- | ------------------ | ---------------- | ------------ |
| 1998 | 4        | USISL PDSL | 4º, Central        | Final Divisional | 1.ª Ronda    |
| 1999 | 4        | USL PDL    | 5º, Heartland      | No clasificó     | No clasificó |
| 2000 | 4        | USL PDL    | 4º, Rocky Mountain | No clasificó     | No clasificó |
| 2001 | 4        | USL PDL    | 5º, Rocky Mountain | No clasificó     | No clasificó |
| 2002 | 4        | USL PDL    | 5º, Rocky Mountain | No clasificó     | No clasificó |
| 2003 | 4        | USL PDL    | 5º, Heartland      | No clasificó     | No clasificó |
| 2004 | 4        | USL PDL    | 6º, Heartland      | No clasificó     | No clasificó |
| 2005 | 4        | USL PDL    | 3º, Heartland      | No clasificó     | No clasificó |
| 2006 | 4        | USL PDL    | 3º, Heartland      | No clasificó     | No clasificó |
| 2007 | 4        | USL PDL    | 3º, Heartland      | No clasificó     | 1ª ronda     |
| 2008 | 4        | USL PDL    | 5º, Heartland      | No clasificó     | No clasificó |
| 2009 | 4        | USL PDL    | 6º, Heartland      | No clasificó     | No clasificó |
| 2010 | 4        | USL PDL    | 7º, Heartland      | No clasificó     | No clasificó |
| 2011 | 4        | USL PDL    | 4º, Heartland      | No clasificó     | No clasificó |
| 2012 | 4        | USL PDL    | 5º, Heartland      | No clasificó     | No clasificó |
| 2013 | 4        | USL PDL    | 4º, Heartland      | No clasificó     | No clasificó |

## Estadios
- Greene Stadium; Liberty, Missouri (2003-2010)
- Liberty High School; Liberty, Missouri 2 partidos (2003)
- Blue Valley District Activity Center; Overland Park, Kansas 2 partidos (2003)
- Excelsior Springs High School Field; Excelsior Springs, Missouri 3 partidos (2005-2006)
- Overland Park Soccer Complex; Overland Park, Kansas (2011–2013)

## Entrenadores
| - Robi Goff (1998-99) - Jim Schwab (2000-01) | - Jefferson Roblee (2002-10) - Lincoln Roblee (2011–13) |

## Jugadores

### Jugadores destacados
| - Coady Andrews - Taylor Bowlin - Levi Coleman - Edson Edward - Kevin Ellis | - Kyle Greig - Alex Horwath - Jack Jewsbury - Will John - Kyle Miller | - Bryan Pérez - Ryan Raybould - Lucas Rodríguez - Michael Thomas |